# Drškovci
Drškovci falu Horvátországban, Pozsega-Szlavónia megyében. Közigazgatásilag Pozsegához tartozik.

## Fekvése
Pozsegától 2 km-re nyugat-délnyugatra, a Pozsegai-medence szélén, az Orljava jobb partján, a Pozsegáról Pakrácra és Nova Gradiškára vezető főúttól délre fekszik.

## Története
A település már a középkorban is létezett. 1443-ban „Dreskolcz”, 1444-ben és 1446-ban „Droskowcz”, 1500-ban és 1506-ban „Dreskoucz”, illetve „Drezkolcz”  alakban szerepel a korabeli forrásokban. Pozsega várának uradalmához tartozott. A török uralom idejében muzulmán hitre áttért horvátok lakták. Musztafa Csemanovics pozsegai birtokosnak saját majorja, vagy allódiuma volt a településen. Az 1545-ös török defterben mint pozsegával szomszédos település szerepel. A török kiűzése során a muzulmán lakosság elmenekült, helyükre később katolikus horvátok érkeztek. 1698-ban „Derskovczi” néven 3 portával szerepel a török uralom alól felszabadított szlavóniai települések összeírásában. A török uralmat követően a pozsegai uradalomhoz tartozott. 1702-ben 4, 1760-ban 9 ház állt a településen. Házai kezdetben csak a Pozsegai-hegység lábánál álltak. Később a falu a hegységtől távolabb, a városba vezető út felé terjeszkedett.
Az első katonai felmérés térképén „Dorf Derskovacz” néven látható. Lipszky János 1808-ban Budán kiadott repertóriumában „Derskovczy” néven szerepel. Nagy Lajos 1829-ben kiadott művében „Dershkovczi” néven 11 házzal, 95 katolikus vallású lakossal találjuk.
1857-ben 95, 1910-ben 180 lakosa volt. 1910-ben a népszámlálás adatai szerint lakosságának 99%-a horvát anyanyelvű volt. Pozsega vármegye Pozsegai járásának része volt. Az első világháború után 1918-ban az új szerb-horvát-szlovén állam, majd később (1929-ben) Jugoszlávia része lett. 1991-ben lakosságának 87%-a horvát, 7%-a szerb nemzetiségű volt. A településnek 2001-ben 411 lakosa volt.

## Lakossága
| Lakosság változása | Lakosság változása | Lakosság változása | Lakosság változása | Lakosság változása | Lakosság változása | Lakosság változása | Lakosság változása | Lakosság változása | Lakosság változása | Lakosság változása | Lakosság változása | Lakosság változása | Lakosság változása | Lakosság változása | Lakosság változása |
| ------------------ | ------------------ | ------------------ | ------------------ | ------------------ | ------------------ | ------------------ | ------------------ | ------------------ | ------------------ | ------------------ | ------------------ | ------------------ | ------------------ | ------------------ | ------------------ |
| 1857               | 1869               | 1880               | 1890               | 1900               | 1910               | 1921               | 1931               | 1948               | 1953               | 1961               | 1971               | 1981               | 1991               | 2001               | 2011               |
| 95                 | 103                | 98                 | 114                | 143                | 180                | 169                | 176                | 186                | 192                | 233                | 249                | 298                | 378                | 386                | 411                |